# Ngòi Thia
Ngòi Thia là một phụ lưu cấp 1 của sông Hồng, chảy ở các huyện phía tây tỉnh Yên Bái, Việt Nam .
Sông dài chừng 165 km, lưu vực 1563 km². Độ cao bình quân của lưu vực Ngòi Thia tới 907 m, độ chênh lệch lưu lượng giữa mùa lũ và mùa cạn lên tới 480 lần.

## Dòng chảy
Ngòi Thia bắt nguồn từ hợp lưu nhiều suối ở vùng núi huyện Trạm Tấu, trong đó dòng lớn nhất là "Nậm Tia", từ phía tây xã Xả Hồ và Hát Lìu đổ về 21°32′29″B 104°18′34″Đ / 21,54139°B 104,30944°Đ.
Từ thung lũng thị trấn Trạm Tấu 21°27′58″B 104°23′35″Đ / 21,46611°B 104,39306°Đ Ngòi Thia chảy theo hướng đông bắc rồi bắc, qua thung lũng Nghĩa Lộ.
Đến phía bắc của thung lũng Nghĩa Lộ, tại Nông trường Liên Sơn thì dòng Nậm Min từ hướng tây bắc đổ vào 21°39′52″B 104°30′30″Đ / 21,66444°B 104,50833°Đ.
Từ đó sông chảy hướng gần đông, rồi gần bắc, và đổ vào sông Hồng ở xã Yên Hợp, Văn Yên tỉnh Yên Bái.

## Thủy điện
Trên dòng chính
- Thủy điện Trạm Tấu có công suất lắp máy 30 MW, sản lượng điện hàng năm 123 triệu KWh, xây dựng trên dòng ngòi Thia ở vùng đất xã Trạm Tấu huyện Trạm Tấu. 21°30′22″B 104°27′01″Đ / 21,506081°B 104,450361°Đ
- Thủy điện Noong Phai có công suất lắp máy 21,2 MW, sản lượng điện hàng năm 69,45 triệu KWh, xây dựng trên dòng ngòi Thia ở vùng đất xã Phúc Sơn huyện Văn Chấn. 21°31′53″B 104°30′00″Đ / 21,531339°B 104,499937°Đ
- Thủy điện Văn Chấn có công suất lắp máy 57 MW, sản lượng điện hàng năm 246,5 triệu KWh, xây dựng trên dòng ngòi Thia tại vùng đất các xã Suối Quyền và An Lương, huyện Văn Chấn, hoàn thành tháng 11/2013.[5] 21°40′55″B 104°33′03″Đ / 21,681923°B 104,550714°Đ
- Thủy điện Thác Cá 1 có công suất lắp máy 27 MW, sản lượng điện hàng năm 99 triệu KWh, xây dựng trên dòng ngòi Thia ở vùng đất xã Mỏ Vàng huyện Văn Yên, khởi công tháng 4/2018, dự kiến hoàn thành năm 2020. 21°42′03″B 104°38′08″Đ / 21,700817°B 104,635428°Đ
- Thủy điện Thác Cá 2 có công suất lắp máy 14,5 MW, sản lượng điện hàng năm 55 triệu KWh, xây dựng trên dòng ngòi Thia ở vùng đất xã Mỏ Vàng huyện Văn Yên tỉnh Yên Bái. 21°44′48″B 104°38′40″Đ / 21,746642°B 104,644315°Đ
- Thủy điện Đồng Sung có công suất lắp máy 20 MW, sản lượng điện hàng năm 68 triệu KWh, xây dựng trên dòng ngòi Thia ở vùng đất xã Yên Phú và Đại Phác huyện Văn Yên tỉnh Yên Bái, khởi công tháng 1/2018, hoàn thành năm 2019.[6] 21°49′16″B 104°39′29″Đ / 21,821197°B 104,658155°Đ

Trên các phụ lưu
- Thủy điện Nậm Đông, năm 2017 có hai bậc là Nậm Đông 3 và 4, có công suất lắp máy tổng cộng 21,4 MW, sản lượng điện hàng năm 97 triệu KWh, xây dựng trên dòng Nậm Đông, một phụ lưu cấp 1 của ngòi Thia, tại vùng đất xã Túc Đán huyện Trạm Tấu, hoàn thành năm 2011 [7][8][9].
- Thủy điện Hát Lìu công suất lắp máy 5 MW, xây dựng trên dòng Nậm Tia ở xã Hát Lừu huyện Trạm Tấu, khởi công 2012, hoàn thành 2016. 21°30′35″B 104°21′29″Đ / 21,509702°B 104,358076°Đ
- Thủy điện Pá Hu công suất lắp máy 26 MW, sản lượng điện hàng năm 85 triệu KWh, xây dựng trên dòng Ngòi Mù ở xã Pá Hu huyện Trạm Tấu, khởi công tháng 3/2017, hoàn thành tháng 10/2020. 21°27′51″B 104°28′14″Đ / 21,4642°B 104,470606°Đ

## Sự kiện thiên tai
Lúc 12 h trưa ngày 11/10 năm 2017 cầu Ngòi Thia ở thị xã Nghĩa Lộ bị sập làm 4 người rơi xuống sông mất tích, trong đó có một phóng viên của Thông tấn xã Việt Nam. Nguyên nhân được xác định là do "trận lũ lớn quá" .